# Michael Dertouzos
Michael Leonidas Dertouzos (em grego:  Μιχαήλ Λεωνίδας Δερτούζος; Atenas, 5 de novembro de 1936 – Boston, 27 de agosto de 2001) foi um professor do Instituto de Tecnologia de Massachusetts (MIT) e diretor do Laboratório de Ciências da Computação (LCS, em inglês) do MIT de 1974 a 2001. Durante sua gestão no LCS, Dertouzos foi responsável por inovações em uma série de áreas, incluindo a encriptação RSA, construção de planilhas, NuBus, X Window System e Internet. Dertouzos foi fundamental na definição do Consórcio WWW (World Wide Web) e um dos responsáveis por trazê-lo para o MIT. Foi um firme defensor do projeto GNU, de construção de sistemas baseados em software livre, junto com Richard Stallman.
Em 1968, co-fundou a Computek Inc., uma fabricante de gráficos e terminais inteligentes, com Marvin C. Lewis e Graham Dr. Huber.
Dertouzos gradou-se na Atenas College e frequentou a Universidade do Arkansas por meio de uma bolsa Fulbright. Obteve seu título Ph.D. no MIT em 1964, quando então passou a integrar seu quadro de profissionais. Está enterrado no Primeiro Cemitério de Atenas.